# 経営理念
経営理念（けいえいりねん）とは、企業の活動方針の基礎となる基本的な考え方である。

## 概要
経営者の経営哲学や信念、行動指針や目的などを明文化し、その企業が果たすべき使命や、基本姿勢などを社内外に向けて表明するものである。特徴として、経営者が変わったとしても、長期にわたって受け継がれる不変的・持続的なものであるほか、抽象的・規範的である事などが挙げられる。事業遂行における基本的価値観と目的意識であり、「この組織または働く人々は何を目的として集まっているのか」という根本的な事業目的を端的に表した文章である。
その経営理念を実現させるために、「経営ビジョン」を策定する。経営ビジョンでは、企業の到達したい将来像を示す。策定した「経営ビジョン」に向かって活動するには、「経営戦略」が必要である。経営戦略では、企業の経営目標を実現するためのシナリオを明確にする。つまり、企業のあるべき姿や、理想像である経営理念を、おかれている環境や利用できる経営資源等を加味して具体化したものが、経営戦略やビジョンである。企業の経営戦略を実現するための行動計画を具体的に示すには、経営計画の策定が必要である。
ピラミッド構造で表すと以下のようになる。ここで、上に行くほど長期的、抽象的、野心的なものになる。
- 経営理念 - 企業の存在理由や価値観を明確にする
- 経営ビジョン - 企業の到達したい将来像を示す
- 経営戦略 - 企業の経営目標を実現するためのシナリオを明確にする
- 経営計画 - 企業の経営戦略を実現するための行動計画を具体的に示す

対内的には、社員の行動規範や価値判断の基準、あるいは自己評価の基準となり、また企業風土・企業文化を形成したり、社員に帰属意識や一体感を持たせることが期待される。一方、対外的には、ステークホルダーに対して他社とは異なるアイデンティティを示すことが期待される。
日本では、明治期では富国強兵と関連付けた理念の策定が、大正期にかけては経営家族主義的な理念が、第二次世界大戦中は産業報国主義的な理念が代表的となった。また、高度経済成長期には「近代化と技術革新」が多くの企業で唱えられた。